# La Esperanza, Santiago Jamiltepec
La Esperanza är en ort i Mexiko.   Den ligger i kommunen Santiago Jamiltepec och delstaten Oaxaca, i den sydöstra delen av landet, 400 km söder om huvudstaden Mexico City. La Esperanza ligger 56 meter över havet och antalet invånare är 126.
Terrängen runt La Esperanza är huvudsakligen kuperad, men söderut är den platt. Runt La Esperanza är det ganska glesbefolkat, med 34 invånare per kvadratkilometer. Närmaste större samhälle är Santiago Jamiltepec, 10,8 km nordväst om La Esperanza. I omgivningarna runt La Esperanza växer huvudsakligen savannskog.